# Kalsia
Kalsia war einer der Sikh-Fürstenstaaten in der Punjab States Agency von Britisch-Indien. Seine Hauptstadt war der Ort Chhachhrauli.
Der Staat wurde 1763 von Gurbaksh Singh gegründet, einem Anführer (Sirdar) eines Sikh-Clans (Misl), der aus dem Dorf Kalsia bei Lahore stammte und dem Ranjit Singh Chhachhrauli als Residenz überließ. Kalsia war 1809–1947 britisches Protektorat. Sirdar Ravi Sher Singh (1908–47) wurde 1916 zum Raja erhoben.
Das Fürstentum hatte 1901 eine aus 20 kleinen Stücken bestehende Fläche in den Distrikten Yamunanagar (Chhachhrauli), Mohali (Basi) und Firozpur (Chirak) von 497 km² und 62.000 Einwohner. Raja Karan Sher Singh schloss sich am 15. Juli 1948 der Patiala and East Punjab States Union (PEPSU) an und vollzog am 20. August 1948 den Anschluss an Indien. Am 1. November 1956 wurden alle Fürstenstaaten aufgelöst und PEPSU Teil des Bundesstaates Punjab. Am 1. November 1966 kam das Gebiet um Chhachhrauli zum neuen Bundesstaat Haryana.